# وسام الصداقة (الصين)
وسام الصداقة هو أعلى وسام شرف لجمهورية الصين الشعبية. في 27 ديسمبر 2015، وضع مجلس الشعب الصيني قانونًا نص على إنشاء وسامين، وسام الصداقة ووسام الجمهورية.
وسام الصداقة الذي أقامته الدولة سيُمنح للأجانب الذين قدموا إسهامات متميزة للتحديث الاشتراكي للصين، ولتعزيز التعاون والتبادل بين الصين والدول الخارجية، ولحماية السلام العالمي.
في 8 يونيو 2018، مُنح أول وسام للصداقة للرئيس الروسي فلاديمير بوتين، وقدمه الرئيس الصيني شي چن بينج.

## استشهادات
1. ↑   http://www.news.cn/politics/leaders/20240929/e5e3795e3c344f7e9a1fed414a8a014f/c.html. {{استشهاد ويب}}: |url= بحاجة لعنوان (مساعدة) والوسيط |title= غير موجود أو فارغ (من ويكي بيانات) (مساعدة)
2. ↑  "بوتن أول رئيس أجنبي يمنح هذه الجائزة الصينية". سكاي نيوز عربية (نُشِر في 14 يوليو 2018). 8 يونيو 2018. مؤرشف من الأصل في 2019-12-16.